# Люм и Авнер
Люм и Авнер (англ. Lum and Abner) — американская комедийная радиопрограмма, созданная Честером Лауком и Норрисом Гоффом и выходившая с 1931 по 1954 год. Созданное по образцу жизни в маленьком городке Уотерс, штат Арканзас оказалось чрезвычайно популярным. В 1936 г/ Уотерс изменил свое название на Пайн-Ридж в честь вымышленного города из радиосериала. На протяжении всей своей жизни Люм и Авнер появлялись во всех четырёх основных радиосетях: NBC, Mutual, CBS и ABC (ранее NBC Blue).

## Сюжет
Сериал был создан коллегами по фильму Честером Лауком (сыгравшим Колумба «Лама» Эдвардса) и Норрисом Гоффом (Эбнер Пибоди). Два персонажа выступали как комический дуэт, Лаук обычно доминировал в паре, пока Эбнер пытался вырваться из-под его влияния. Как совладельцы магазина Jot 'em Down в вымышленном арканзасском городе Пайн-Ридж, они постоянно сталкивались с идеями для заработка только для того, чтобы оказаться обманутыми своим заклятым врагом Сквайром Скипом, прежде чем, наконец, находили способ вернуть всё назад. Лам и Эбнер разыгрывали деревенскую тему с обманчивой ловкостью. Лаук также играл дедушку Спирса и Седрика Виханта, в то время как Гофф играл Эбнера, Сквайра Скимпа, Ллевелина «Мауси» Грея, Дика Хаддлстона и большинство других персонажей.
Люм и Авнер, как и большинство ситкомов тех времён, имел концертную домашнюю группу, в данном случае струнный оркестр в соответствии с деревенским юмором шоу. Одним из первых участников группы был Маршалл Джонс, ставший известным благодаря роли «дедушки».

## История
Лаук и Гофф были знакомы с детства и вместе учились в университете Арканзаса, где присоединились к братству Сигма Чи. Они выступили на местном уровне и организовали спектакль в жанре блэкфейс, что привело к прослушиванию на радиостанции KTHS в Хот-Спрингс. Перед прослушиванием двое мужчин из-за большого количества уже существующих блэкфейсов решили изменить свое выступление и изобразить двух деревенщин. Всего после нескольких выступлений в Хот-Спрингс их программу начало транслировать по всей стране радиосеть NBC, а Лам и Эбнер проработали с ней до 1932 г. при спонсорстве Quaker Oats.
Когда контракт с Quaker истек, Лаук и Гофф продолжили вещание на техасских станциях WBAP (Форт-Уэрт) и WFAA (Даллас). В 1933 г. их спонсором примерно на год стали американские дилеры Ford. Спонсировавший программу в 1934—1937 годах Horlicks Malted Milk предлагал ряд рекламных материалов, включая альманахи и вымышленные газеты Pine Ridge. В этот период шоу транслировалось на чикагской радиостанции WGN, бывшей одной из основательниц радиосети Mutual Broadcasting System. С 1 июля 1935 г. программа также начала выходить на WLW (Цинциннати, Огайо), KNX (Лос-Анджелес, Калифорния) и KFRC (Сан-Франциско). Наряду с «Одиноким рейнджером» «Лам и Эбнер» были одной из самых популярных программ Mutual. В 1936 году Дик Хаддлстон из Уотерса обратился в почтовое отделение США с просьбой изменить название города на Пайн-Ридж. Хлопья Postum спонсировал шоу в 1938-40 гг., прежде чем их место занял производитель Alka-Seltzer и One-A-Day Vitamins Miles Laboratories, ставшие самым продолжительным спонсором с 1941 по 1948 год.
В 1948 г. шоу перешло от формата 15-минутной «комедийной мыльной оперы» к 30-минутной программе с собственным контентом. Были добавлены новые авторы, в том числе летающий тигр Роберт Т. Смит, а также оркестр и живая публика. Новый формат был непопулярен, и сериал вышел из эфира в 1950 г. Лаук и Гофф экспериментировали с другими форматами во время перерыва, наконец вернувшись к 15-минутному шоу с понедельника по пятницу на ABC в 1953 г., но шоу было прекращено в следующем году из-за конкуренции со стороны телевидения и слабого здоровья Гоффа (Гофф в конечном итоге выздоровел и продолжал появляться в СМИ вплоть до 1960-х гг.). Дуэт дважды предпринимал попытки перейти на телевидение, но ни одна из этих попыток не была подхвачена телекомпаниями.

### Доступность записей
Из созданных 5 тыс. программ сейчас доступны 1,63 тыс. периода между 1935 и 1948 годами, что является редкостью для 15-минутных шоу, которые обычно никогда не записывались (у большинства современных «Люму и Авнеру» дневных программ осталось менее 100 серий). Как и в случае с другими старыми радиопрограммами, очень мало сохранилось эфиров до 1935 года (в данном случае — два эпизода). Сохранились лишь несколько программ после 1948 г. и некоторые программы 1953-54 годов; считается, что большинство записей этих шоу было уничтожено.

### Фильмы
Как и некоторые их современники, Лаук и Гофф имели возможность воплотить своих персонажей в жизнь в кино. В радиопередаче Lum & Abner от 29 марта 1940 г. «Магазин закрывается, чтобы снимать фильм» было объявлено о перерыве в радиосериале, чтобы снять фильм «Мечты вслух», за которым последовали Застенчивый холостяк (1942), Две недели жизни (1943), Итак, это Вашингтон (1943), Идём в город (1944), Партнёры на время (1946), Люм и Авнер заграницей (1956). Последний фильм вышел через десять лет, когда «Люм и Авнер» давно покинули радиоэфир и изначально был сделан для телевидения и разделен на три эпизода.